# Comparada (Vilacoba)
Comparada es una aldea situada en el municipio de Lousame (Comarca de Noya), provincia de La Coruña, Galicia, España. Pertenece a la parroquia de Santa Eulalia de Vilacova. Es un asentamiento rural.
En 2021 tenía una población de 52 habitantes (27 hombres y 25 mujeres). Está situada a 9,7 km de la capital municipal, a 332 metros sobre el nivel del mar. Las localidades más cercanas son Servia, Sóñora y Xestoso.